# Уральская сталь
«Ура́льская сталь» (АО, до 1992 года — Орско-Халиловский металлургический комбинат) — металлургический комбинат в городе Новотроицк Оренбургской области. Является одним из ведущих российских производителей в отрасли чёрной металлургии.
В 2022 году был приобретен Загорским трубным заводом (ЗТЗ) у компании «Металлоинвест» и вошел с ЗТЗ в единый металлургический холдинг.

## История
В 1929 году геологи во главе с Иосифом Леонтьевичем Рудницким открыли Халиловское месторождение бурых железняков к северу от станции Халилово. В июне 1931 года правительство СССР принимает решение о строительстве металлургического комбината на базе Халиловского месторождения. В этот период в посёлок Ново-Троицк стали приезжать первые строители. Так началось строительство будущего Орско-Халиловского металлургического комбината (ОХМК) и города Новотроицк.
- 1943 год — вступил в строй первый цех комбината — огнеупорный
- 1945 год — начало строительства ТЭЦ, коксовых батарей, завершилось строении фасонно-литейного и кузнечного цехов.
- 1950 год — запущены ТЭЦ и первая коксовая батарея.
- 1946—1954 год — строительство доменного цеха, введён в строй коксохимический цех, сдана дробильно-сортировочная станция Аккермановского рудника.
- 1955 год — 5 марта считается датой рождения металлургического комбината, доменная печь № 1 выдала первый чугун. Начали выдавать сырье Аккермановский и Новокиевский рудники.
- 1958 год — 26 марта мартеновская печь № 1 произвела выпуск первой стали. Введена в эксплуатацию доменная печь № 2.
- 1959 год — пущена мартеновская печь № 2.
- 1960 год — пуск стана 2800.
- 1962 год — пуск заготовочного обжимного стана 1120 (блюминг).
- До 1965 года — введены в эксплуатацию мартеновские печи № 3-8 и аглофабрика.
- 1969 год — пуск сортового стана 950/800 (СПЦ), мартеновская печь № 9.
- 1971 год — комбинат награждён орденом Трудового Красного Знамени[4].
- 1973 год — пуск доменной печи № 4.
- 1978 год — пуск широкополосного универсального прокатного стана 800 (ЛПЦ-2).
- 1981 год — пуск первой электропечи ЭСПЦ.
- 1992 год — на базе государственного предприятия ОХМК создано акционерное общество открытого типа «НОСТА» («Новотроицкая сталь»).
- 2002 год — создано общество с ограниченной ответственностью «Уральская Сталь».
- 2004 год — введена в строй машина непрерывного литья заготовок (МНЛЗ-2).
- 2005 год — ООО «Уральская сталь» преобразовано в открытое акционерное общество «Уральская Сталь».
- 2006 год — полномочия единоличного исполнительного органа ОАО «Уральская Сталь» переданы ООО «Управляющая компания „Металлоинвест“»[5].
- 2008 год — завершена масштабная реконструкция двух цехов. В ЭСПЦ введены в строй двухпозиционная установка ковш-печь, две дуговые электросталеплавильные печи и две машины непрерывного литья заготовок. В листопрокатном цех № 1 в результате модернизации возросла производительность прокатного стана 2800.[источник не указан 1441 день]
- 2012 год — введен в эксплуатацию вакууматор в ЭСПЦ[6]
- 2013 год — завершен плановый вывод из эксплуатации мартеновского производства с целью повышения экономической эффективности и экологической безопасности, модернизирован участок разлива чугуна в доменном цехе, увеличены производственные мощности до 1,9 млн тонн в год.[6]
- 2014 год — запуск шестой коксовой батареи.
- 2014 год — закрыты СПЦ, ЛПЦ-2, ТТО, ЦШИ, Обжимной цех.[6]
- 2015 год — введена в эксплуатацию новая разливочная машина № 5. Вдвое увеличены объемы отгрузки мостостали.[источник не указан 1441 день]
- 2016 год — обновленная доменная печь № 4 выведена на рабочие показатели.[источник не указан 1441 день]
- 2017 год — введен в эксплуатацию полигон промышленных отходов комбината.[источник не указан 1441 день]
- 2018 год — запущен высокотехнологичный комплекс «Роликовая термическая печь № 1 — роликовая закалочная машина № 1» (РТП-1 — РЗМ-1) в ЛПЦ-1.[источник не указан 1441 день]
- 2019 год — в ЭСПЦ запущена новая гибкая модульная печь (ГМП № 2).[источник не указан 1441 день]
- 2021 год — техническое перевооружение доменной печи № 2 с использованием автоматических систем управления и контроля процессов плавки. Начало перевооружения доменной печи № 3.[источник не указан 1441 день]
- 2022 год — образование с ЗТЗ единого металлургического холдинга. Заложен новых цех по производству бесшовных горячекатаных труб[7]
- 2023 год — запущена после капитального ремонта доменная печь № 4[8]

В 2022 году комбинат «Ура́льская Сталь» был продан «Металлонивестом» Загорскому трубному заводу за $500 млн.

## Достижения и награды
- В 1971 году комбинат награждён орденом Трудового Красного Знамени[4].

В 2007 году
- Получен сертификат соответствия системы менеджмента качества международным стандартам в системе «Транссерт».
- «Уральская Сталь» подтвердила право на выпуск судостроительной стали в соответствии с требованиями Правил классификации и постройки морских судов, плавучих буровых установок и морских стационарных платформ.
- Введен в эксплуатацию двухпозиционный печь-ковш для комплексной обработки электростали, изготовленный компанией SMS Demag.
- Подтверждено соответствие системы экологического менеджмента «Уральской Стали» требованиям международного стандарта ISO 14001:2004.
- «Уральская Сталь» награждена серебряной медалью VII Московского салона инноваций и инвестиций за разработку новых марок стали: УралСВ-1 (Уральская сталь высокопрочная) и К60.
- Завершен первый этап модернизации линий стана 2800.
- Подтверждено соответствие системы менеджмента качества и продукции «Уральской Стали» требованиям международного стандарта ИСО 9001:2000 и Европейских директив 97/23/ЕС и 89/106/ЕС.
- «Уральская Сталь» впервые в металлургической отрасли России успешно применила механизм Киотского протокола по сокращению выбросов в атмосферу парниковых газов.

2008 год:
- Пройден ресертификационный аудит системы менеджмента качества на соответствие международному стандарту ИСО 9001-2001.
- Введены в эксплуатацию реконструированные прокатный стан 2800 и электросталеплавильная печь мощностью 1 млн тонн стали в год.

2009 год:
- «Уральская Сталь» — тройной лауреат «Металл-Экспо» 2009;
- Комбинат прошел сертификацию по стандартам «СТО Газпром» 9001-2006.

2010 год:
- «Уральская Сталь» (совместно с ФГУП «ЦНИИчермет им. И. П. Бардина») награждена золотой медалью и получила звание лауреата Международной промышленной выставки «Металл-Экспо’2010» за освоение производства штрипса класса прочности К52-К60 на реконструированном оборудовании сталеплавильного и прокатного переделов[10].
- «Уральская Сталь» (совместно с ФГУП «ЦНИИчермет им. И. П. Бардина») награждена серебряной медалью и получила звание лауреата «Металл-Экспо’2010» за разработку и освоение производства проката толстолистового из стали класса прочности Х70, толщиной 29,3 мм для производства электросварных труб.

2011 год:
- «Уральская Сталь» заняла 8 место, по объему производства среди российских металлургических предприятий, выпуская 2,8 млн тонн стали в год.

2012 год:
- «Уральская Сталь» (совместно с ФГУП «ЦНИИчермет им. И. П. Бардина») награждена серебряной медалью и получила звание лауреата Международной промышленной выставки «Металл-Экспо’2012» за разработку и промышленное освоение производства штрипса с улучшенной свариваемостью, гомогенностью микроструктуры и сплошностью для нефтепровода Каспийского трубопроводного консорциума.

2016 год:
- «Уральская Сталь» (совместно с ФГУП «ЦНИИчермет им. И. П. Бардина») награждена золотой медалью и получила звание лауреата Международной промышленной выставки «Металл-Экспо’2016» за разработку и промышленное освоение производства листового проката из стали марки 14ХГНДЦ с повышенным сопротивлением атмосферной коррозии, предназначенного для изготовления металлоконструкций мостов в неокрашенном состоянии.

2017 год:
- АО «Уральская Сталь» совместно с ФГУП «ЦНИИчермет им. И. П. Бардина» и ООО «Управление поставками трубопроводов» награждена серебряной медалью и получила звание лауреата Международной промышленной выставки «Металл-Экспо’2017» за разработку и освоение технологии производства штрипса толщиной 25 мм и 28,5 мм из стали класса прочности Х70 (К60) для обустройства газосборных систем ОАО «Ямал-СПГ».

2018 год:
- «Уральская Сталь» (совместно с ФГУП «ЦНИИчермет им. И. П. Бардина») награждена золотой медалью и получила звание лауреата Международной промышленной выставки «Металл-Экспо’2018» за разработку и промышленное освоение производства листового проката из стали марок 10ХСНДА, 15ХСНДА по СТО 13657842-1 для изготовления металлоконструкций Южного инфраструктурного проекта.

2019 год:
- «Уральская Сталь» удостоена золотой и серебряной медали в ходе 25-й Международной промышленной выставки «Металл-Экспо’2019» за разработку и освоение технологии производства непрерывнолитой заготовки круглого сечения для изготовления железнодорожных колес.[11]

2020 год:
- АО «Уральская Сталь» отмечен золотой медалью на выставке «Металл-Экспо 2020» за уникальный прокат из криогенной стали для изготовления оборудования, эксплуатируемого при температурах до −196 о С.

2021 год:
- «Уральская Сталь» отмечена золотой медалью 27-й Международной промышленной выставки «Металл-Экспо’2021» за разработку и производство первого в России листового проката из криогенной стали 0Н6ДМБ.[12]

2022 год:
- Коллектив комбината «Уральская Сталь» удостоен серебряной медали лауреата 28-й Международной промышленной выставки «Металл-Экспо-2022» «за разработку и освоение технологии производства биметаллического листового проката, изготовленного методом пакетной прокатки, и биметаллических труб из данного проката с последующей наплавкой, с основным слоем из низколегированной стали и внутренним плакирующим слоем из коррозионностойкой нержавеющей стали, с повышенным ресурсом эксплуатации за счет высокой коррозионной стойкости нержавеющего плакированного слоя меньшей металлоемкости по сравнению с углеродистыми монослойными трубами».[13]

## Финансовая и производственная деятельность
Объем выпуска основных видов продукции АО «Уральская сталь», тыс. тонн.
| Виды продукции | 2020 г | 2021 г | 2022 г |
| Агломерат      | 2754   | 2661   | 2585   |
| Кокс           | 1369   | 1504   | 1133   |
| Чугун          | 2302   | 2404   | 2078   |
| Сталь          | 1496   | 1530   | 1582   |
| Прокат         | 876    | 894    | 893    |

В 2022 году выручка АО «Уральская Сталь» составила 142,74 млрд руб., что на 0,93 % больше, чем в 2021 г. Чистая прибыль, при этом, сократилась на 2,42 % до 11,71 млрд руб. Производство стали в 2022 году достигло около 1,6 млн тонн, проката — около 900 тысяч тонн. В 1,5 раза увеличен объем выпуска мостовых сталей, в 1,2 раза — штрипса. В 3 раза увеличились производство и отгрузка штрипса в адрес АО «Загорский трубный завод». Объем инвестиций в производство и социальные программы составил более 2 млрд рублей, часть их которых была вложена в развитие инфраструктуры, поддержку городских инициатив и повышение уровня жизни в городе присутствия — Новотроицке Оренбургской области. Затраты на реализацию экологических мероприятий — около 300 млн рублей. На 2023 год предусмотрена модернизация электросталеплавильного цеха, в результате которой планируется увеличить выпуск стали до 2,4 млн тонн в год. Также будет проведена реконструкция газоочистных систем. Также в 2023 г. планируется ввод в эксплуатацию нового трубопрокатного цеха с проектной мощностью 250 тыс. тонн в год бесшовных горячекатаных труб. В 2025 году «Уральская Сталь» под руководством Дениса Сафина планирует запустить сразу несколько крупных инвестпроектов, благодаря чему производство стали должно увеличится до 2,5 млн тонн в год.
Прокат использовался при строительстве:
- объектов для Олимпиады в Сочи;
- стадионов для чемпионата мира по футболу;
- многофункционального комплекса «Москва-Сити»;
- конструкций храма Христа Спасителя в Москве;
- ТЦ «Охотный ряд» в Москве и других объектов.

### Рейтинговые оценки
- Рейтинговое агентство АКРА в 2022 году присвоило АО «Уральская сталь» рейтинговую оценку A-(RU) со стабильным прогнозом, в 2023 году был повышен до A(RU), в 2024 — до A+(RU), в 2025 понижен обратно до A(RU) [18].
- Рейтинговое агентство НКР в 2023 году присвоило АО «Уральская Сталь» кредитный рейтинг AA-.ru со стабильным прогнозом[19]. В 2024 году кредитный рейтинг понижен с АA-.ru до A+.ru со стабильным прогнозом[20].

## Экспортные поставки
Уральская Сталь реализует свою продукцию на внутреннем рынке. В период с 2020 по 2022 годы отгружала на экспорт:
- в страны СНГ;
- в Европу (Бельгия, Дания, Нидерланды, Польша, Италия, Финляндия, Франция, Германия, Словакия);
- на Дальний Восток (Япония);
- на Ближний Восток (Турция, Египет, Израиль, ОАЭ);
- в США и Канаду.